# MBank mobile
mBank mobile – pierwszy operator wirtualny telefonii komórkowej w Polsce. Działał od 13 grudnia 2006 do 30 listopada 2014. Dostawcą usług pod marką mBank mobile była firma Aspiro S.A. należąca do Grupy BRE Banku S.A.

## Informacje ogólne
mBank mobile jako operator wirtualny (MVNO) korzystał z infrastruktury sieci należącej do Polkomtel S.A., od którego zakupił 99 000 preaktywowanych kart przedpłaconych SIM (pre-paid) ze specjalną taryfą.

## Historia
mBank mobile rozpoczął działalność 13 grudnia 2006. W chwili startu mBank mobile do końca 2007 roku planował pozyskać 162,5 tys. klientów oraz 450 tys. klientów do końca roku 2009. Jednak do tego czasu wydano ok. 88 tys. kart SIM, z czego ok. 40 tys. było aktywnych. Szacuje się, że na koniec 2012 roku w sieci aktywnych było ok. 15 tys. kart SIM. Pod koniec października 2014 w sieci aktywnych było 13 tys. kart SIM. Zakończenie działalności nastąpiło 30 listopada 2014.

## Oferta

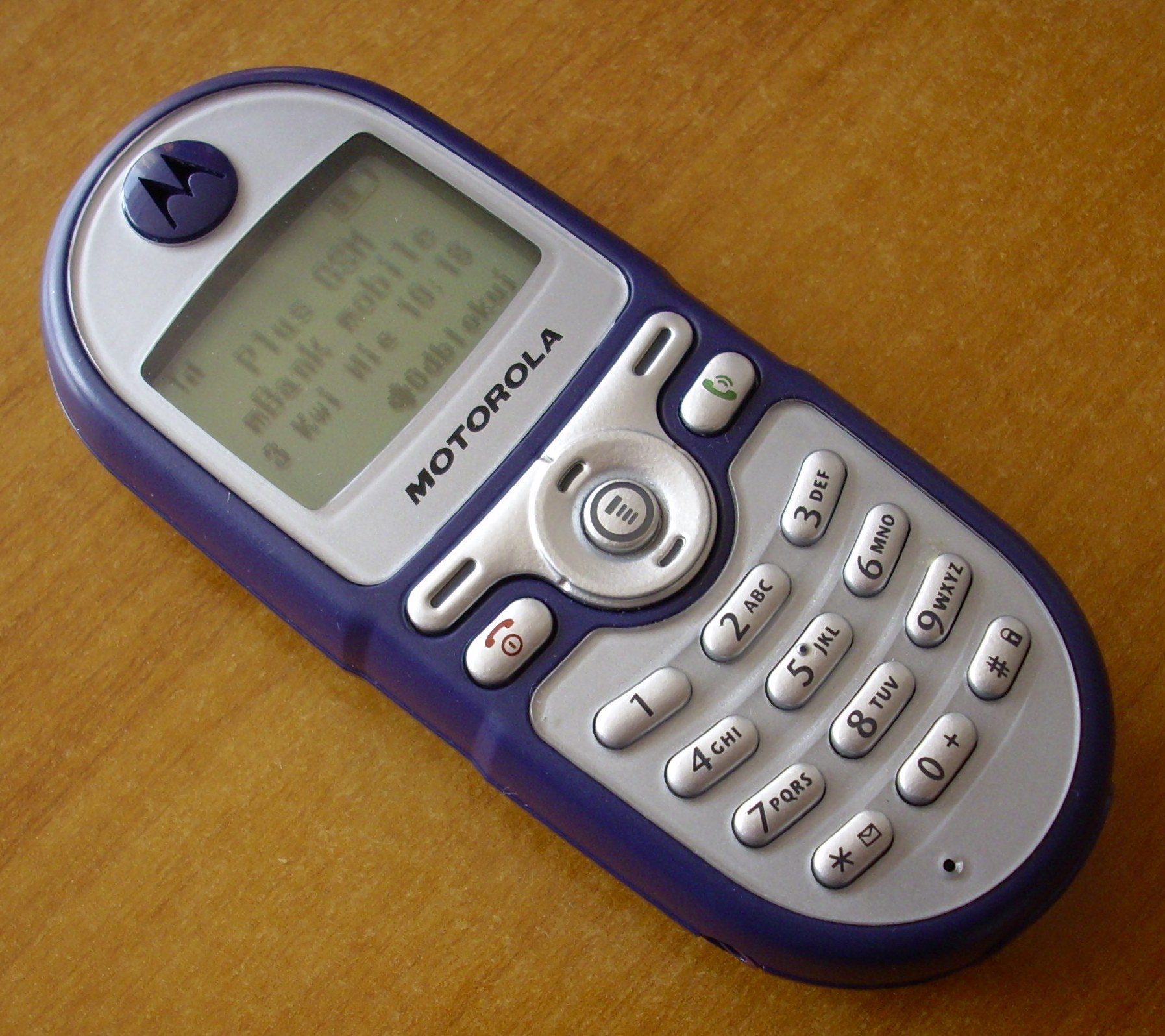
Telefon z wyświetlonym logo sieci mBank mobile

Oferta adresowana była głównie do posiadaczy kont w mBanku. Operator oferował różne usługi integrujące, np. automatyczne doładowania konta telefonu z rachunku bankowego po wystąpieniu określonego, minimalnego stanu środków na koncie telefonu, darmowe minuty za intensywne korzystanie z usług bankowych.
mBank mobile udostępniał wyłącznie usługi bez abonamentu (pre-paid). Telefon można było doładować poprzez usługę mTransfer, karty mBanku i przelewy z innych banków oraz płatności typu PBL (pay by link). Istniała także możliwość doładowania konta SMS-em i w sklepach Żabka.
mBank mobile oferował również usługi typu pre-paid dla firm.